# Geminazione consonantica
In fonologia, la geminazione consonantica (o anche solo geminazione) è il raddoppiamento di una consonante.
È detta "geminata" la consonante la cui durata sia apprezzabilmente più lunga di quella delle consonanti ordinarie, dette brevi o scempie, indipendentemente dal fatto che il suono venga rappresentato ortograficamente da una lettera singola o da una doppia.
In sincronia, la geminazione è la facoltà di una consonante di ricorrere geminata. In diacronia, la geminazione è il processo di raddoppiamento di una consonante precedentemente scempia (come nel caso del latino femina > femmina).
La geminazione delle consonanti fricative, approssimanti, nasali, laterali e vibranti consiste in un semplice prolungamento temporale (nel caso delle vibranti, aumenterà conseguentemente il numero dei battiti o vibrazioni che costituiscono l'articolazione). Per le occlusive e le affricate, la geminazione implica invece un allungamento della sola fase di tenuta.
Alcuni linguisti (fra cui Canepari) propongono una distinzione più o meno netta fra lunghezza consonantica e geminazione consonantica: quest'ultima etichetta è allora riservata ai casi in cui la consonante in questione è ripartita fra due sillabe (in senso fonetico e/o fonologico, indipendentemente dalle convenzioni grafiche), chiudendo una sillaba e aprendo la successiva.
Nei sistemi linguistici in cui è data la possibilità che due parole, fonologicamente identiche per il resto, siano differenziate dalla geminazione d'una consonante, la geminazione stessa è detta fonologica o (fonologicamente) distintiva.
Nella maggior parte delle lingue del mondo, fra cui anche l'inglese, il francese e il tedesco, la geminazione consonantica non è fonologicamente distintiva o non esiste affatto. In italiano invece, come in ungherese, in finlandese, in arabo, in giapponese e in numerose altre lingue, la geminazione consonantica è distintiva: per esempio, cane /ˈkane/ [ˈkaːne] è in opposizione fonologica con canne /ˈkanne/ [ˈkanne]. Lo stesso latino, che sta all'origine dell'italiano e delle altre lingue romanze, aveva la geminazione consonantica distintiva.
Anche fra le lingue regionali o dialetti d'Italia sono largamente presenti idiomi in cui la geminazione consonantica non esiste o non è distintiva: è il caso (con eccezioni rare e marginali) di tutte le lingue di tipo gallo-italico e retoromanzo dell'Italia settentrionale, cioè di quelle situate a nord della cosiddetta linea La Spezia–Rimini o Massa-Senigallia. La geminazione consonantica distintiva, invece, è mantenuta nei dialetti italiani mediani, nel toscano, in lingue e dialetti di tipo meridionale, nelle lingue appartenenti al gruppo meridionale estremo, nel sardo e nel còrso.
In conseguenza di questa realtà dialettale, anche le varietà d'italiano parlate nell'Italia settentrionale, soprattutto negli strati socio-culturalmente bassi e nelle aree in cui i dialetti sono ancora vitali, tendono a non avere le geminazioni consonantiche della lingua standard o a rispettarle e riprodurle in modo meno stabile. In particolare, i fenomeni di geminazione al confine di parola (raddoppiamento fonosintattico e fenomeni correlati) sono quasi sconosciuti nel Nord, a causa della mancanza d'una loro rappresentazione nell'ortografia.

## La trascrizione delle geminate in AFI
Nelle trascrizioni fonetiche e fonologiche scritte con l'alfabeto fonetico internazionale (AFI), le geminate si possono indicare o col raddoppiamento del simbolo della consonante, o con la posposizione del simbolo di lunghezza, ː (spesso alterato nel più usuale segno dei due punti, :, per ragioni tipografiche o per trascuratezza). Alcuni autori ritengono preferibile riservare il raddoppiamento del simbolo consonantico alle trascrizioni fonologiche, soprattutto se la consonante lunga è effettivamente ripartita fra due sillabe nella fonologia della lingua e non è considerata un'entità fonologica autonoma, e lasciare l'uso del simbolo ː alle sole trascrizioni fonetiche, dal momento che esse rappresentano l'espressione fonica concreta e che in quest'ultima le due parti della consonante lunga non sono solitamente distinguibili.
Possiamo dunque avere, per l'esempio canne, le seguenti trascrizioni, a seconda delle convenzioni adottate:
- /ˈkanne/ [ˈkanne]
- /ˈkanːe/ [ˈkanːe]
- /ˈkanne/ [ˈkanːe]

Quando è adottata la convenzione della ripetizione del simbolo, in trascrizione fonetica è corretto e possibile, benché decisamente inusuale, specificare che il primo dei due elementi della geminata non ha rilascio udibile, ricorrendo all'apposito diacritico dell'AFI:
[ˈkan̚ne], [ˈpiʦ̚ʦa] o [ˈpit̚ʦa]